# إقليم بلزن
إقليم بلزن (بالتشيكية: Plzeňský kraj) هو أحد أقاليم جمهورية التشيك الأربعة عشر التي استحدثت حسب التقسيمات الإدارية الجديدة لجمهورية التشيك سنة 2000. يقع الإقليم غربي البلاد وغربي منطقة بوهيميا التاريخية، وهو ثالث أكبر أقاليم التشيك مساحةً.
عاصمة هذا الأقليم هي بلزن وبها تسمّى، ويحده من الشمال الغربي إقليم كارلوفي فاري، ومن الشمال إقليم أوستي ناد لابم، ومن الشرق إقليم جنوب بوهيميا، ومن الغرب ولاية بايرن في ألمانيا.

## المقاطعات
يقسم الإقليم إلى 7 مقاطعات وهي:
- مقاطعة دوماجليتسه Okres Domažlice
- مقاطعة كلاتوفي Okres Klatovy
- مقاطعة بلزن-المدينة Okres Plzeň-město
- مقاطعة بلزن-جنوب Okres Plzeň-jih
- مقاطعة بلزن-شمال Okres Plzeň-sever
- مقاطعة روكيتساني Okres Rokycany
- مقاطعة تاخوف Okres Tachov

## اقرأ أيضاً
- أقاليم جمهورية التشيك
- بلزن